# Extraliga hokejbalu 2012/2013
Generálním sponzorem české hokejbalové extraligy v sezóně 2012/2013 byla firma Ford Credit, a proto soutěž nesla název Ford Credit Extraliga. Soutěž začala 25. srpna 2012 a základní část se hrála do 17. března 2013. Play-off začalo 23. března 2013 a trvalo do 12. května 2013.

## Rozmístění klubů podle krajů
- Středočeský kraj:
  - HBT Vlašim
  - HBC ALPIQ Kladno
- Pardubický kraj:
  - HBC Autosklo-H.A.K. Pardubice
  - SK OEZ Testa Letohrad
- Ústecký kraj:
  - Elba DDM Ústí nad Labem
  - HBC Pento Most
- Moravskoslezský kraj:
  - HbK Karviná
- Praha:
  - HC Kert Park Praha
- Plzeňský kraj:
  - HBC Škoda Plzeň
- Jihočeský kraj:
  - TJ HBC Olymp Jindřichův Hradec
- Královéhradecký kraj:
  - HBC Hradec Králové 1988
- Kraj Vysočina:
  - SK TOPTRANS Jihlava

## Systém soutěže
Extraligu hrálo 12 týmů. Základní část se hrála od srpna do března, kdy se všechny týmy utkaly dvakrát každý s každým, vždy jednou doma a jednou venku. Každé mužstvo tak odehrálo v základní části 22 zápasů. Mužstva na prvním až osmém místě postoupila do play-off, kde se utkala v sériích na tři vítězná utkání. Poslední mužstvo sestoupilo do nižší soutěže, předposlední hrálo s vítězi západní a východní 1. Ligy baráž o udržení se v extralize. V baráži hrály týmy každý s každým na hřišti týmu, který hraje o záchranu v extralize.

## Fakta
- 20. ročník samostatné české nejvyšší hokejbalové soutěže
- Vítěz základní části - HBC ALPIQ Kladno
- Nejproduktivnější hráč - Pavel Dušek - HBT Vlašim - 37 bodů
- Nejlepší střelec - Roman Smutný - SK Toptrans Jihlava - 21 gólů
- Nejlepší nahrávač - Pavel Dušek - HBT Vlašim - 22 asistencí
- Celkový vítěz - HBT Vlašim
- Nejproduktivnější hráč play-off - Lukáš Hudeček - HBT Vlašim - 15 bodů
- Nejlepší střelec play-off - Jan Příhoda - HBC ALPIQ Kladno - 10 gólů
- Nejlepší nahrávač play-off - Lukáš Hudeček - HBT Vlašim - 10 asistencí
- Nejužitečnější hráč play-off - Libor Topolánek - HBT Vlašim

## Tabulka po základní části
| Poř. | Tým                            | Z  | V  | VP | PP | P  | VG | OG  | B  |
| ---- | ------------------------------ | -- | -- | -- | -- | -- | -- | --- | -- |
| 1.   | HBC ALPIQ Kladno               | 22 | 15 | 2  | 3  | 2  | 85 | 38  | 52 |
| 2.   | HBT Vlašim                     | 22 | 15 | 1  | 2  | 4  | 95 | 54  | 49 |
| 3.   | HC Kert Park Praha             | 22 | 11 | 3  | 5  | 3  | 67 | 40  | 44 |
| 4.   | Elba DDM Ústí nad Labem        | 22 | 9  | 7  | 0  | 6  | 70 | 41  | 41 |
| 5.   | SK TOPTRANS Jihlava            | 22 | 12 | 1  | 11 | 8  | 76 | 58  | 39 |
| 6.   | HBC Hradec Králové 1988        | 22 | 10 | 1  | 5  | 6  | 70 | 59  | 37 |
| 7.   | HBC Autosklo-H.A.K. Pardubice  | 22 | 9  | 0  | 4  | 9  | 57 | 72  | 31 |
| 8.   | HBC Škoda Plzeň                | 22 | 8  | 2  | 2  | 10 | 61 | 68  | 30 |
| 9.   | SK OEZ Testa Letohrad          | 22 | 4  | 5  | 3  | 10 | 43 | 75  | 25 |
| 10.  | HBC Pento Most                 | 22 | 4  | 4  | 2  | 12 | 54 | 79  | 22 |
| 11.  | HbK Karviná                    | 22 | 6  | 1  | 0  | 15 | 56 | 75  | 20 |
| 12.  | TJ HBC Olymp Jindřichův Hradec | 22 | 0  | 2  | 2  | 18 | 32 | 107 | 6  |

Legenda:
Z = Odehrané zápasy; V = Výhry; VP = Výhry v prodloužení; PP = Prohry v prodloužení; P = Prohry; VG = Vstřelené góly; OG = Obdržené góly; B = Body
|  | Postup do play-off             |
|  | Baráž o udržení se v Extralize |
|  | Sestup do 1. Ligy              |

## Play-off

### Pavouk play-off
|  | Čtvrtfinále         | Čtvrtfinále         |                  |   | Semifinále | Semifinále |  |  | Finále | Finále |
|  |                     |                     |                  |   |            |            |  |  |        |        |
|  |                     |                     |                  |   |            |            |  |  |        |        |
|  | HBC ALPIQ Kladno    | 3                   |                  |   |            |            |  |  |        |        |
|  | HBC ALPIQ Kladno    | 3                   |                  |   |            |            |  |  |        |        |
|  | HBC Škoda Plzeň     | 0                   |                  |   |            |            |  |  |        |        |
|  | HBC Škoda Plzeň     | 0                   | HBC ALPIQ Kladno | 1 |            |            |  |  |        |        |
|  |                     |                     | HBC ALPIQ Kladno | 1 |            |            |  |  |        |        |
|  |                     | HBC H. Králové 1988 | 3                |   |            |            |  |  |        |        |
|  | HC Kert Park Praha  | HBC H. Králové 1988 | 3                | 0 |            |            |  |  |        |        |
|  | HC Kert Park Praha  |                     |                  | 0 |            |            |  |  |        |        |
|  | HBC H. Králové 1988 | 3                   |                  |   |            |            |  |  |        |        |
|  | HBC H. Králové 1988 | 3                   | HBT Vlašim       | 3 |            |            |  |  |        |        |
|  |                     |                     | HBT Vlašim       | 3 |            |            |  |  |        |        |
|  |                     | HBC H. Králové 1988 | 1                |   |            |            |  |  |        |        |
|  | HBT Vlašim          | HBC H. Králové 1988 | 1                | 3 |            |            |  |  |        |        |
|  | HBT Vlašim          |                     |                  | 3 |            |            |  |  |        |        |
|  | HBC Pardubice       | 1                   |                  |   |            |            |  |  |        |        |
|  | HBC Pardubice       | 1                   | HBT Vlašim       | 3 |            |            |  |  |        |        |
|  |                     |                     | HBT Vlašim       | 3 |            |            |  |  |        |        |
|  |                     | Elba DDM ÚnL        | 0                |   |            |            |  |  |        |        |
|  | Elba DDM ÚnL        | Elba DDM ÚnL        | 0                | 3 |            |            |  |  |        |        |
|  | Elba DDM ÚnL        |                     |                  | 3 |            |            |  |  |        |        |
|  | SK Toptrans Jihlava | 1                   |                  |   |            |            |  |  |        |        |
|  | SK Toptrans Jihlava | 1                   |                  |   |            |            |  |  |        |        |

### Čtvrtfinále

#### HBC ALPIQ Kladno(1.) -HBC Škoda Plzeň(8.)
1. utkání
| 23. března 2013 | HBC ALPIQ Kladno | 5 - 1           | HBC Škoda Plzeň | Městská hokejbalová aréna |
| 14:00 SEČ       | HBC ALPIQ Kladno | (2:0, 2:1, 1:0) | HBC Škoda Plzeň |                           |

| Souhrn zápasu Report | Souhrn zápasu Report                                                                    | Souhrn zápasu Report | Souhrn zápasu Report | Souhrn zápasu Report                  |
| -------------------- | --------------------------------------------------------------------------------------- | -------------------- | -------------------- | ------------------------------------- |
|                      | 05:11 Radek Šíma 6:46 Martin Nedvěd 18:00 Radek Šíma 26:35 Jan Příhoda 44:05 Radek Šíma |                      | 25:05 Michal Slanec  | Diváků: 187 Rozhodčí: Koskuba, Pečený |

2. utkání
| 24. března 2013 | HBC ALPIQ Kladno | 5 - 0           | HBC Škoda Plzeň | Městská hokejbalová aréna |
| 11:00 SEČ       | HBC ALPIQ Kladno | (1:0, 3:0, 1:0) | HBC Škoda Plzeň |                           |

| Souhrn zápasu Report | Souhrn zápasu Report                                                                        | Souhrn zápasu Report | Souhrn zápasu Report | Souhrn zápasu Report                    |
| -------------------- | ------------------------------------------------------------------------------------------- | -------------------- | -------------------- | --------------------------------------- |
|                      | 13:31 Radek Šíma 18:33 Jan Příhoda 22:06 Jan Příhoda 24:58 Petr Ogurčák , 36:11 Jan Příhoda |                      |                      | Diváků: 115 Rozhodčí: Boháček, Hrazdira |

3. utkání
| 30. března 2013 | HBC Škoda Plzeň | 0 - 6           | HBC ALPIQ Kladno | Hokejbalová hala |
| 16:00 SEČ       | HBC Škoda Plzeň | (0:2, 0:3, 0:1) | HBC ALPIQ Kladno |                  |

| Souhrn zápasu Report | Souhrn zápasu Report | Souhrn zápasu Report | Souhrn zápasu Report                                                                                            | Souhrn zápasu Report                   |
| -------------------- | -------------------- | -------------------- | --- | -------------------------------------- |
|                      |                      |                      | 9:23 Daniel Čermák 14:55 Jan Příhoda 18:19 Jan Příhoda 25:11 Daniel Hnízdil 29:47 Jan Příhoda 38:33 Jan Příhoda | Diváků: 160 Rozhodčí: Polášek, Šprincl |

#### HBT Vlašim(2.) -HBC Autosklo-H.A.K. Pardubice(7.)
1. utkání
| 23. března 2013 | HBT Vlašim | 2 - 1 PP              | HBC Autosklo-H.A.K. Pardubice | Na Lukách |
| 11:00 SEČ       | HBT Vlašim | (1:0, 0:1, 0:0 - 1:0) | HBC Autosklo-H.A.K. Pardubice |           |

| Souhrn zápasu Report | Souhrn zápasu Report                | Souhrn zápasu Report | Souhrn zápasu Report | Souhrn zápasu Report                  |
| -------------------- | ----------------------------------- | -------------------- | -------------------- | ------------------------------------- |
|                      | 1:05 Jan Bartejs 51:46 Josef Blažek |                      | 22:58 Roman Krejčí   | Diváků: 200 Rozhodčí: Vokurka, Horský |

2. utkání
| 23. března 2013 | HBT Vlašim | 6 - 2           | HBC Autosklo-H.A.K. Pardubice | Na Lukách |
| 11:00 SEČ       | HBT Vlašim | (1:1, 1:0, 4:1) | HBC Autosklo-H.A.K. Pardubice |           |

| Souhrn zápasu Report | Souhrn zápasu Report                                                                                   | Souhrn zápasu Report | Souhrn zápasu Report                    | Souhrn zápasu Report                     |
| -------------------- | --- | -------------------- | --------------------------------------- | ---------------------------------------- |
|                      | 12:40 Libor Topolánek 16:05 Jan Nýdl 40:06 Jan Nýdl 43:24 Jan Nýdl 44:31 Tomáš Horák 44:35 Jan Střeska |                      | 12:05 Tomáš Minařík 44:27 Tomáš Minařík | Diváků: 220 Rozhodčí: M. Kettner, Záhora |

3. utkání
| 30. března 2013 | HBC Autosklo-H.A.K. Pardubice | 4 - 1           | HBT Vlašim | Autosklo-H.A.K. Aréna |
| 14:00 SEČ       | HBC Autosklo-H.A.K. Pardubice | (1:0, 1:1, 2:0) | HBT Vlašim |                       |

| Souhrn zápasu Report | Souhrn zápasu Report                                                     | Souhrn zápasu Report | Souhrn zápasu Report | Souhrn zápasu Report                         |
| -------------------- | ------------------------------------------------------------------------ | -------------------- | -------------------- | -------------------------------------------- |
|                      | 12:08 Zdeněk Hodr 20:35 Jan Barva 32:08 Jan Skřivánek 37:54 Ondřej Waber |                      | 23:05 Josef Blažek   | Diváků: 160 Rozhodčí: M. Škrobák, P. Škrobák |

4. utkání
| 31. března 2013 | HBC Autosklo-H.A.K. Pardubice | 1 - 2 SS              | HBT Vlašim | Autosklo-H.A.K. Aréna |
| 11:00 SEČ       | HBC Autosklo-H.A.K. Pardubice | (0:0, 0:0, 1:1 - 0:0) | HBT Vlašim |                       |

| Souhrn zápasu Report | Souhrn zápasu Report | Souhrn zápasu Report | Souhrn zápasu Report                              | Souhrn zápasu Report                    |
| -------------------- | -------------------- | -------------------- | ------------------------------------------------- | --------------------------------------- |
|                      | 5:03 Ondřej Waber    |                      | 38:52 Marián Juráček rozhodující SS Lukáš Hudeček | Diváků: 55 Rozhodčí: Řezníček, Havelka. |

#### HC Kert Park Praha(3.) -HBC Hradec Králové 1988(6.)
1. utkání
| 23. března 2013 | HC Kert Park Praha | 1 - 2           | HBC Hradec Králové 1988 | Praha - Lužiny |
| 16:00 SEČ       | HC Kert Park Praha | (0:2, 1:0, 0:0) | HBC Hradec Králové 1988 |                |

| Souhrn zápasu Report | Souhrn zápasu Report | Souhrn zápasu Report | Souhrn zápasu Report                     | Souhrn zápasu Report                   |
| -------------------- | -------------------- | -------------------- | ---------------------------------------- | -------------------------------------- |
|                      | 17:08 Martin Krůček  |                      | 06:48 Petr Švanda 07:46 Miloslav Hudeček | Diváků: 80 Rozhodčí: Boháček, Hrazdira |

2. utkání
| 24. března 2013 | HC Kert Park Praha | 3 - 4 PP              | HBC Hradec Králové 1988 | Praha - Lužiny |
| 11:00 SEČ       | HC Kert Park Praha | (0:0, 2:1, 1:2 - 0:1) | HBC Hradec Králové 1988 |                |

| Souhrn zápasu Report | Souhrn zápasu Report                                     | Souhrn zápasu Report | Souhrn zápasu Report                                                  | Souhrn zápasu Report                 |
| -------------------- | -------------------------------------------------------- | -------------------- | --------------------------------------------------------------------- | ------------------------------------ |
|                      | 17:21 Jiří Kruček 23:21 Luděk Hradecký 38:05 Jan Krtička |                      | 26:07 Ondřej Lux 40:00 Tomáš Hora 43:53 Petr Novák 45:12 Jan Bacovský | Diváků: 60 Rozhodčí: Koskuba, Pečený |

3. utkání
| 30. března 2013 | HBC Hradec Králové 1988 | 3 - 0           | HC Kert Park Praha | Hradecká Orlovna |
| 15:00 SEČ       | HBC Hradec Králové 1988 | (1:0, 1:0, 1:0) | HC Kert Park Praha |                  |

| Souhrn zápasu Report | Souhrn zápasu Report                                    | Souhrn zápasu Report | Souhrn zápasu Report | Souhrn zápasu Report                    |
| -------------------- | ------------------------------------------------------- | -------------------- | -------------------- | --------------------------------------- |
|                      | Václav Petr 25:57 Miloslav Hudeček 42:08 Jaroslav Tesař |                      |                      | Diváků: 150 Rozhodčí: Řezníček, Havelka |

#### Elba DDM Ústí nad Labem(4.) -SK Toptrans Jihlava(5.)
1. utkání
| 23. března 2013 | Elba DDM Ústí nad Labem | 3 - 2 PP              | SK Toptrans Jihlava |  |
| 15:00 SEČ       | Elba DDM Ústí nad Labem | (2:1, 0:0, 0:1 - 1:0) | SK Toptrans Jihlava |  |

| Souhrn zápasu Report | Souhrn zápasu Report                                            | Souhrn zápasu Report | Souhrn zápasu Report              | Souhrn zápasu Report                 |
| -------------------- | --------------------------------------------------------------- | -------------------- | --------------------------------- | ------------------------------------ |
|                      | 7:08 Josef Poláček 11:09 Miroslav Růžička 46:30 Marek Zápotocký |                      | 6:45 Jan Střecha 38:41 Jan Blaško | Diváků: 88 Rozhodčí: Kettner, Záhora |

2. utkání
| 24. března 2013 | Elba DDM Ústí nad Labem | 3 - 5           | SK Toptrans Jihlava |  |
| 11:00 SEČ       | Elba DDM Ústí nad Labem | (1:2, 1:1, 1:2) | SK Toptrans Jihlava |  |

| Souhrn zápasu Report | Souhrn zápasu Report                                   | Souhrn zápasu Report | Souhrn zápasu Report                                                                            | Souhrn zápasu Report               |
| -------------------- | ------------------------------------------------------ | -------------------- | ----------------------------------------------------------------------------------------------- | ---------------------------------- |
|                      | 0:53 Ivan Adam 28:46 Jan Langthaler 36:42 Jan Štěpánek |                      | 9:33 Jan Střecha 11:40 Ondřej Jobák 24:39 Jan Střecha 42:41 Roman Smutný 44:34 Miroslav Třetina | Diváků: 91 Rozhodčí: Diblík, Gráca |

3. utkání
| 30. března 2013 | SK Toptrans Jihlava | 4 - 5 SS              | Elba DDM Ústí nad Labem |  |
| 15:00 SEČ       | SK Toptrans Jihlava | (2:3, 2:1, 0:0 - 0:0) | Elba DDM Ústí nad Labem |  |

| Souhrn zápasu Report | Souhrn zápasu Report                                                       | Souhrn zápasu Report | Souhrn zápasu Report                                                                                    | Souhrn zápasu Report                  |
| -------------------- | -------------------------------------------------------------------------- | -------------------- | --- | ------------------------------------- |
|                      | 1:00 Jan Střecha 12:30 Miroslav Třetina 15:52 Jan Střecha 19:18 Petr Danko |                      | 5:48 Jan Plachý 7:48 Ivan Adam 9:52 Jan Langthaler 22:57 Miroslav Růžička rozhodující SS Jan Langthaler | Diváků: 142 Rozhodčí: Kubičík, Pikula |

4. utkání
| 31. března 2013 | SK Toptrans Jihlava | 1 - 4           | Elba DDM Ústí nad Labem |  |
| 11:00 SEČ       | SK Toptrans Jihlava | (0:1, 0:1, 1:2) | Elba DDM Ústí nad Labem |  |

| Souhrn zápasu Report | Souhrn zápasu Report   | Souhrn zápasu Report | Souhrn zápasu Report                                                         | Souhrn zápasu Report                        |
| -------------------- | ---------------------- | -------------------- | ---------------------------------------------------------------------------- | ------------------------------------------- |
|                      | 34:08 Miroslav Třetina |                      | 4:44 Jan Štěpánek 19:32 Jan Štěpánek 34:30 Daniel Prášek 44:41 Daniel Prášek | Diváků: 86 Rozhodčí: M. Škrobák, P. Škrobák |

### Semifinále

#### HBC ALPIQ Kladno(1.) -HBC Hradec Králové 1988(6.)
1. utkání
| 13. dubna 2013 | HBC ALPIQ Kladno | 1 - 2 PP              | HBC Hradec Králové 1988 | Městská hokejbalová aréna |
| 14:00 SEČ      | HBC ALPIQ Kladno | (0:1, 0:0, 1:0 - 0:1) | HBC Hradec Králové 1988 |                           |

| Souhrn zápasu Report | Souhrn zápasu Report | Souhrn zápasu Report | Souhrn zápasu Report             | Souhrn zápasu Report                |
| -------------------- | -------------------- | -------------------- | -------------------------------- | ----------------------------------- |
|                      | 43:46 Michal Dědič   |                      | 5:26 Ondřej Lux 49:59 Petr Novák | Diváků: 184 Rozhodčí: Černý, Prudík |

2. utkání
| 14. dubna 2013 | HBC ALPIQ Kladno | 5 - 2           | HBC Hradec Králové 1988 | Městská hokejbalová aréna |
| 11:00 SEČ      | HBC ALPIQ Kladno | (1:1, 4:1, 0:0) | HBC Hradec Králové 1988 |                           |

| Souhrn zápasu Report | Souhrn zápasu Report                                                                         | Souhrn zápasu Report | Souhrn zápasu Report              | Souhrn zápasu Report                  |
| -------------------- | -------------------------------------------------------------------------------------------- | -------------------- | --------------------------------- | ------------------------------------- |
|                      | 5:12 David Šrámek 17:11 Jan Příhoda 25:29 Petr Šícha 28:12 Michal Dědič 29:48 Daniel Hnízdil |                      | 6:49 Petr Novák 17:59 Jakub Ježek | Diváků: 201 Rozhodčí: Koskuba, Pečený |

3. utkání
| 20. dubna 2013 | HBC Hradec Králové 1988 | 2 - 0           | HBC ALPIQ Kladno | Hradecká Orlovna |
| 15:00 SEČ      | HBC Hradec Králové 1988 | (1:0, 1:0, 0:0) | HBC ALPIQ Kladno |                  |

| Souhrn zápasu Report | Souhrn zápasu Report                  | Souhrn zápasu Report | Souhrn zápasu Report | Souhrn zápasu Report                         |
| -------------------- | ------------------------------------- | -------------------- | -------------------- | -------------------------------------------- |
|                      | 6:38 Josef Krejčík 19:38 Jan Bacovský |                      |                      | Diváků: 202 Rozhodčí: M. Škrobák, P. Škrobák |

4. utkání
| 21. dubna 2013 | HBC Hradec Králové 1988 | 3 - 1           | HBC ALPIQ Kladno | Hradecká Orlovna |
| 11:00 SEČ      | HBC Hradec Králové 1988 | (0:1, 2:0, 1:0) | HBC ALPIQ Kladno |                  |

| Souhrn zápasu Report | Souhrn zápasu Report                                     | Souhrn zápasu Report | Souhrn zápasu Report | Souhrn zápasu Report                   |
| -------------------- | -------------------------------------------------------- | -------------------- | -------------------- | -------------------------------------- |
|                      | 21:22 Josef Krejčík 27:36 Josef Krejčík 44:43 Ondřej Lux |                      | 14:09 Jan Příhoda    | Diváků: 220 Rozhodčí: Šprincl, Polášek |

#### HBT Vlašim(2.) -Elba DDM Ústí nad Labem(4.)
1. utkání
| 13. dubna 2013 | HBT Vlašim | 5 - 1           | Elba DDM Ústí nad Labem | Na Lukách |
| 11:00 SEČ      | HBT Vlašim | (1:0, 2:0, 2:1) | Elba DDM Ústí nad Labem |           |

| Souhrn zápasu Report | Souhrn zápasu Report                                                                     | Souhrn zápasu Report | Souhrn zápasu Report | Souhrn zápasu Report                 |
| -------------------- | ---------------------------------------------------------------------------------------- | -------------------- | -------------------- | ------------------------------------ |
|                      | 3:39 Josef Blažek 20:14 Lukáš Hudeček 21:54 Jan Nýdl 41:45 Tomáš Horák 44:15 Jan Janáček |                      | 32:44 Matěj Kotlík   | Diváků: 90 Rozhodčí: Pikula, Kubičík |

2. utkání
| 14. dubna 2013 | HBT Vlašim | 3 - 1           | Elba DDM Ústí nad Labem | Na Lukách |
| 11:00 SEČ      | HBT Vlašim | (2:0, 1:0, 0:1) | Elba DDM Ústí nad Labem |           |

| Souhrn zápasu Report | Souhrn zápasu Report                                     | Souhrn zápasu Report | Souhrn zápasu Report | Souhrn zápasu Report                    |
| -------------------- | -------------------------------------------------------- | -------------------- | -------------------- | --------------------------------------- |
|                      | 7:35 Jakub Šindelář 13:03 Tomáš Horák 25:17 Tomáš Wróbel |                      | 33:21 Michal Hubený  | Diváků: 120 Rozhodčí: Boháček, Hrazdíra |

3. utkání
| 20. dubna 2013 | Elba DDM Ústí nad Labem | 2 - 3 PP              | HBT Vlašim |  |
| 15:00 SEČ      | Elba DDM Ústí nad Labem | (1:0, 0:2, 1:0 - 0:1) | HBT Vlašim |  |

| Souhrn zápasu Report | Souhrn zápasu Report                  | Souhrn zápasu Report | Souhrn zápasu Report                                              | Souhrn zápasu Report                  |
| -------------------- | ------------------------------------- | -------------------- | ----------------------------------------------------------------- | ------------------------------------- |
|                      | 4:19 Ivan Adam 43:52 Miroslav Růžička |                      | 19:38 Lukáš Hudeček (TS) 29:50 Libor Topolánek 46:06 Tomáš Wróbel | Diváků: 194 Rozhodčí: Vokurka, Horský |

### Finále

#### HBT Vlašim(2.) -HBC Hradec Králové 1988(6.)
1. utkání
| 4. května 2013 | HBT Vlašim | 3 - 2 PP              | HBC Hradec Králové 1988 | Na Lukách |
| 11:00 SEČ      | HBT Vlašim | (1:1, 1:1, 0:0 - 1:0) | HBC Hradec Králové 1988 |           |

| Souhrn zápasu Report | Souhrn zápasu Report                                            | Souhrn zápasu Report | Souhrn zápasu Report              | Souhrn zápasu Report                    |
| -------------------- | --------------------------------------------------------------- | -------------------- | --------------------------------- | --------------------------------------- |
|                      | 9:46 Martin Konečný 20:42 Libor Topolánek 56:04 Libor Topolánek |                      | 13:34 Petr Novák 27:10 Ondřej Lux | Diváků: 470 Rozhodčí: Boháček, Hrazdíra |

2. utkání
| 5. května 2013 | HBT Vlašim | 3 - 2           | HBC Hradec Králové 1988 | Na Lukách |
| 11:00 SEČ      | HBT Vlašim | (0:1, 3:1, 0:0) | HBC Hradec Králové 1988 |           |

| Souhrn zápasu Report | Souhrn zápasu Report                                    | Souhrn zápasu Report | Souhrn zápasu Report              | Souhrn zápasu Report                         |
| -------------------- | ------------------------------------------------------- | -------------------- | --------------------------------- | -------------------------------------------- |
|                      | 17:01 Jan Nýdl 21:12 Lukáš Hudeček 28:00 Marián Juráček |                      | 3:46 Václav Petr 20:26 Petr Novák | Diváků: 293 Rozhodčí: Škrobák P., Škrobák M. |

3. utkání
| 11. května 2013 | HBC Hradec Králové 1988 | 2 - 1 PP              | HBT Vlašim | Hradecká Orlovna |
| 15:00 SEČ       | HBC Hradec Králové 1988 | (0:0, 1:1, 0:0 - 1:0) | HBT Vlašim |                  |

| Souhrn zápasu Report | Souhrn zápasu Report                | Souhrn zápasu Report | Souhrn zápasu Report | Souhrn zápasu Report                  |
| -------------------- | ----------------------------------- | -------------------- | -------------------- | ------------------------------------- |
|                      | 19:10 Jan Bacovský 50:11 Petr Novák |                      | 24:34 Jan Janáček    | Diváků: 250 Rozhodčí: Pikula, Šprincl |

4. utkání
| 12. května 2013 | HBC Hradec Králové 1988 | 0 - 4           | HBT Vlašim | Hradecká Orlovna |
| 11:00 SEČ       | HBC Hradec Králové 1988 | (0:0, 0:3, 0:1) | HBT Vlašim |                  |

| Souhrn zápasu Report | Souhrn zápasu Report | Souhrn zápasu Report | Souhrn zápasu Report                                                          | Souhrn zápasu Report                   |
| -------------------- | -------------------- | -------------------- | ----------------------------------------------------------------------------- | -------------------------------------- |
|                      |                      |                      | 26:27 Lukáš Hudeček 28:16 Jan Janáček 28:59 Libor Topolánek 43:58 Tomáš Horák | Diváků: 300 Rozhodčí: Kubičík, Polášek |

## Nejproduktivnější hráči základní části
| Poř. | Hráč            | Klub                     | Počet utkání | Branky | Asistence | Body |
| ---- | --------------- | ------------------------ | ------------ | ------ | --------- | ---- |
| 1.   | Pavel Dušek     | HBT Vlašim               | 20           | 15     | 22        | 37   |
| 2.   | Roman Smutný    | SK TOPTRANS Jihlava      | 22           | 21     | 11        | 32   |
| 3.   | Libor Topolánek | HBT Vlašim               | 22           | 13     | 17        | 30   |
| 4.   | Daniel Hnízdil  | HBC ALPIQ Kladno         | 22           | 12     | 17        | 29   |
| 5.   | Ondřej Jobák    | SK TOPTRANS Jihlava      | 22           | 8      | 21        | 29   |
| 6.   | Jan Bacovský    | HBC Hradec Králové 1988  | 22           | 19     | 9         | 28   |
| 7.   | Tomáš Wróbel    | Hbk Karviná / HBT Vlašim | 22           | 14     | 14        | 28   |
| 8.   | Jan Bartejs     | HBT Vlašim               | 22           | 10     | 17        | 27   |
| 9.   | Jan Střecha     | SK TOPTRANS Jihlava      | 17           | 16     | 7         | 23   |
| 10.  | Jan Langthaler  | Elba DDM Ústí nad Labem  | 21           | 9      | 14        | 23   |

## Nejproduktivnější hráči play-off
| Poř. | Hráč            | Klub                    | Počet utkání | Branky | Asistence | Body |
| ---- | --------------- | ----------------------- | ------------ | ------ | --------- | ---- |
| 1.   | Lukáš Hudeček   | HBT Vlašim              | 11           | 5      | 10        | 15   |
| 2.   | Jan Příhoda     | HBC ALPIQ Kladno        | 7            | 10     | 1         | 11   |
| 3.   | Libor Topolánek | HBT Vlašim              | 11           | 5      | 6         | 11   |
| 4.   | Petr Novák      | HBC Hradec Králové 1988 | 11           | 6      | 4         | 10   |
| 5.   | Tomáš Horák     | HBT Vlašim              | 10           | 4      | 5         | 9    |
| 6.   | Jan Štěpánek    | Elba DDM Ústí nad Labem | 7            | 3      | 6         | 9    |
| 7.   | Jan Střecha     | SK TOPTRANS Jihlava     | 4            | 5      | 3         | 8    |
| 8.   | Ondřej Lux      | HBC Hradec Králové 1988 | 11           | 4      | 4         | 8    |
| 9.   | Jan Bacovský    | HBC Hradec Králové 1988 | 11           | 3      | 5         | 8    |
| 10.  | Roman Smutný    | SK TOPTRANS Jihlava     | 4            | 2      | 6         | 8    |

## Baráž o udržení se v Extralize
HbK Karviná se v Extralize udržela a z 1. ligy si účast v extralize zajistil tým z východní konference HBC Enviform Třinec.
| Poř. | Tým                    | Z | V | VP | PP | P | VG | OG | B |
| ---- | ---------------------- | - | - | -- | -- | - | -- | -- | - |
| 1.   | HbK Karviná            | 2 | 2 | 0  | 0  | 0 | 13 | 2  | 6 |
| 2.   | HBC Enviform Třinec    | 2 | 1 | 0  | 0  | 1 | 5  | 4  | 3 |
| 3.   | SK Suchdol nad Lužnicí | 2 | 0 | 0  | 0  | 2 | 2  | 14 | 0 |

Legenda:
Z = Odehrané zápasy; V = Výhry; VP = Výhry v prodloužení; PP = Prohry v prodloužení; P = Prohry; VG = Vstřelené góly; OG = Obdržené góly; B = Body
|  | Postup (udržení) do Extraligy |
|  | Sestup (nepostup) do 1. Ligy  |

- 24. května:
  - HbK Karviná - HBC Enviform Třinec 3:1 (1:1, 1:0, 1:0)

- 25. května:
  - HBC Enviform Třinec - SK Suchdol nad Lužnicí 4:1 (0:0, 2:0, 2:1)

- 26. května:
  - HbK Karviná - SK Suchdol nad Lužnicí 10:1 (1:0, 3:0, 6:1)

## Konečná tabulka
| Poř. | Tým                            |
| ---- | ------------------------------ |
| 1.   | HBT Vlašim                     |
| 2.   | HBC Hradec Králové 1988        |
| 3.   | HBC ALPIQ Kladno               |
| 4.   | Elba DDM Ústí nad Labem        |
| 5.   | HC Kert Park Praha             |
| 6.   | SK TOPTRANS Jihlava            |
| 7.   | HBC Autosklo-H.A.K. Pardubice  |
| 8.   | HBC Škoda Plzeň                |
| 9.   | SK OEZ Testa Letohrad          |
| 10.  | HBC Pento Most                 |
| 11.  | HbK Karviná                    |
| 12.  | TJ HBC Olymp Jindřichův Hradec |

| Umístění | Mužstvo                 | Hráči |
| -------- | ----------------------- | --- |
| Zlato    | HBT Vlašim              | Brankáři: Michal Straka, Petr Mikl, Filip Šindelář, Jiří Koňařík Obránci: Josef Blažek, Martin Čičitka, Jan Nýdl, Marián Juráček, Ondřej Kieler, Jan Střeska, Martin Špale, Michal Kříž Útočníci: Lukáš Hudeček, Tomáš Horák, Libor Topolánek, Pavel Dušek, Martin Konečný, Tomáš Wróbel, Jakub Šindelář, Jan Janáček, Jan Bartejs, Libor Slanina, Petr Burda, Karel Křížek, Radek Veselý Trenéři: Václav Čičatka                                                                                         |
| Stříbro  | HBC Hradec Králové 1988 | Brankáři: Jan Šimara, Petr Brykner, Tomáš Dvořáček Obránci: Jan Hrabica, Viktor Mlejnek, Petr Švanda, Michal Hrubý, Martin Veselý, Jan Černý, Tomáš Hora, Lukáš Fišer, Petr Škubník, Útočníci: Jan Bacovský, Ondřej Lux, Petr Novák, Josef Krejčík, Jan Fišer, Miloslav Hudeček, Jaroslav Tesař, Jakub Ježek, David Štefanský, Václav Petr, Tomáš Jiřík, Daniel Nutil, Petr Hajník, Petr Sádovský Trenéři: Jaroslav Pavlík                                                                                |
| Bronz    | HBC ALPIQ Kladno        | Brankáři: Jan Jirotka, Filip Hájek, David Schneider, Miroslav Solar, Jaroslav Keimar Obránci: Michal Dědič, Tomáš Kudela, Martin Nedvěd, Radek Soukup, Jakub Kouba, Daniel Čermák, David Rejthar, Michal Hnízdil, Štěpán Lev, Jakub Kouba, Filip Izaj Útočníci: Daniel Hnízdil, Radek Šíma, Jan Příhoda, Ondřej Pražák, Petr Ogurčák, Radim Štěpánik, David Šrámek, Daniel Nosek, Vladimír Protiva, Petr Šícha, Jakub Šíma, Jan Šťastný, Dan Pišinger, Tomáš Král Trenéři: Drahomír Kadlec, Milan Maršner |